# دوپلر (دهانه)
دوپلر یک دهانه برخوردی در ماه‌ است.

## دهانه‌های اقماری
این دهانه ۵ دهانه اقماری دارد.
| Doppler | عرض جغرافیایی | طول جغرافیایی | قطر          |
| ------- | ------------- | ------------- | ------------ |
| X       | ۱۰.۳° S       | ۱۶۱.۳° W      | ۱۸.۰ کیلومتر |
| B       | ۱۱.۸° S       | ۱۵۹.۴° W      | ۳۷.۰ کیلومتر |
| M       | ۱۵.۴° S       | ۱۶۰.۰° W      | ۲۵.۰ کیلومتر |
| W       | ۱۱.۰° S       | ۱۶۱.۷° W      | ۱۵.۰ کیلومتر |
| N       | ۱۶.۹° S       | ۱۶۰.۵° W      | ۱۷.۰ کیلومتر |